# Jim Ramstad
James Marvin Ramstad (Jamestown, 6 de mayo de 1946 -  Wayzata, 5 de noviembre de 2020) fue un abogado y político estadounidense de Minnesota que sirvió en el Senado de Minnesota de 1981 a 1991 y en la Cámara de Representantes de los Estados Unidos de 1991 a 2009.

## Primeros años
Ramstad nació en Jamestown, Dakota del Norte, el 6 de mayo de 1946. Fue educado en la Universidad de Minnesota y en la Facultad de Derecho de la Universidad George Washington. Fue oficial en la Reserva del Ejército de los Estados Unidos entre 1968 y 1974. También trabajó como abogado de práctica privada y como asistente legislativo de la Cámara de Representantes de Minnesota.

## Carrera
Se desempeñó en la Comisión de Salud Química Wayzata-Plymouth, la Comisión de Derechos Humanos de Plymouth y el Comité Asesor de Derechos Humanos del Estado de Minnesota de 1979 a 1980.
Ramstad fue miembro republicano del Senado del estado de Minnesota de 1981 a 1990 antes de ingresar al Congreso de los Estados Unidos. Se desempeñó en los congresos 102, 103, 104, 105, 106, 107, 108, 109 y 110, a partir del 3 de enero de 1991. Primero derrotó al exconcejal de la ciudad de Minneapolis, Lou DeMars, en las elecciones de 1990.
Ramstad fue miembro de la Cámara de Representantes de los Estados Unidos desde 1991 hasta 2009, en representación del tercer distrito del Congreso de Minnesota, uno de los ocho distritos del Congreso en Minnesota. El 17 de septiembre de 2007, Ramstad anunció que no buscaría la reelección en 2008. Reiteró su declaración el 19 de diciembre de 2007.
Ramstad consideró que poner fin a la discriminación contra quienes padecen problemas de salud mental y adicción es una parte importante de su legado, y trabajó con mayorías republicanas y demócratas para aprobar un proyecto de ley de paridad de salud mental. La paridad de salud mental finalmente se aprobó y se convirtió en ley en diciembre de 2008.
Ramstad fue mencionado como un posible candidato a Director de la Oficina de Política Nacional de Control de Drogas en la administración del presidente Barack Obama. Sin embargo, el puesto finalmente fue para el exjefe de policía de Seattle, Gil Kerlikowske.
Ramstad consideró postularse para gobernador de Minnesota en las elecciones de 2010, pero decidió no hacerlo.
En el momento de su muerte, Ramstad era un miembro residente del Instituto de Política de Harvard, donde dirigía un grupo de estudio titulado La política y las políticas de la adicción.

### Posturas políticas
Ramstad era miembro de The Republican Main Street Partnership. Es pro-elección, apoya la investigación con células madre embrionarias y apoya los derechos de los homosexuales, pero se opone al matrimonio homosexual. Votó a favor de una enmienda a un proyecto de ley de protección de denunciantes que habría permitido al gobierno influir en la investigación con células madre.
Fue considerado el miembro republicano más moderado de la delegación de Minnesota en el 109.º Congreso, con un 68 por ciento de conservador por un grupo conservador y un 21% de progresista por un grupo liberal.

## Vida personal
Ramstad se ha identificado a sí mismo como un alcohólico en recuperación, habiendo estado sobrio desde 1981. Durante un tiempo, fue Patrocinador de Alcohólicos Anónimos de Patrick J. Kennedy. La hermana de Ramstad, Sheryl Ramstad, es actualmente juez del Tribunal Fiscal en Minnesota. Es miembro de la Iglesia Unida de Cristo.
El 25 de febrero de 2008, se anunció que Ramstad había sido elegido miembro de la junta directiva del Centro Nacional sobre Adicciones y Abuso de Sustancias de la Universidad de Columbia.
En 2010, Ramstad se unió a alliantgroup como Asesor Senior en su Junta Asesora Estratégica.
Falleció de la enfermedad de Parkinson el 5 de noviembre de 2020 en Wayzata, Minnesota a los 74 años.